# Carla Carlsen
Carla Carlsen,  gebürtig Karla Erni Kassandra Schwarz (* 2. Mai 1909 in Kiel; † 31. Juli 1995 in Los Angeles, Vereinigte Staaten), war eine deutsche Soubrette und Schauspielerin.

## Leben
Sie begann ihre Bühnenlaufbahn als Sängerin und Schauspielerin an niederländischen Theatern. In Berlin trat sie am Kabarett der Komiker auf, außerdem in Dresden. Populär wurde sie durch ihre Mitwirkung in Operetten am Metropol-Theater, dann 1935 an der Komischen Oper und von 1936 bis 1940 wieder am Metropol-Theater.
Von 1941 bis 1942 war sie Ensemblemitglied am Admiralspalast und danach am Renaissance-Theater. Von den Gesangseinlagen der Soubrette entstanden auch Schallplattenaufnahmen. In sechs Spielfilmen erhielt Carla Carlsen bedeutende Rollen, in Glückliche Reise war sie Hauptdarstellerin neben Max Hansen und Magda Schneider.
Nach Kriegsende unternahm sie eine Tournee, geriet aber in Vergessenheit. 1977 emigrierte sie in die USA und wurde 1986 amerikanische Staatsbürgerin.

## Filmografie
- 1932: Frau Lehmanns Töchter
- 1932: Wer ist die süße Kleine?
- 1933: Keinen Tag ohne Dich
- 1933: Glückliche Reise
- 1934: Die rosarote Brille
- 1934: Zimmermädchen... 3x klingeln